# تشوي سو مين
تشوي سو مين (الكورية: 최수민) مواليد 9 يناير 1990، هي لاعبة كرة يد كورية جنوبية تلعب كجناح أيسر. مثلت منتخب كوريا الجنوبية لكرة اليد للسيدات. شاركت في دورة الألعاب الأولمبية الصيفية سنة 2016.

## سجل المنافسة
شاركت في البطولات التالية:
- الألعاب الأولمبية الصيفية 2016
- بطولة العالم لكرة اليد للسيدات 2013
- بطولة العالم لكرة اليد للسيدات 2015

## روابط خارجية
- تشوي سو مين على موقع الاتحاد الدولي لكرة اليد (الإنجليزية)
- تشوي سو مين على موقع اللجنة الأولمبية الدولية (الإنجليزية)
- تشوي سو مين على موقع أوليمبيديا (الإنجليزية)